# Sheriff Callie's Wild West
Sheriff Callie's Wild West (La Sheriff Callie en el Oeste en Latinoamérica y Callie en el Oeste en España) es una serie de televisión musical de CGI para niños prescolares, creada por George Evelyn, Holly Huckins y Denis Morella, y producida por DHX Media entre 2014 a 2015, Nerd Corps Entertainment de 2015 a 2016 y Wild Canary Entertainment entre 2016 a 2017. La serie es transmitida por Disney Junior.
Tuvo un preestreno en los Estados Unidos el 14 de octubre de 2013 y se estrenó oficialmente el 24 de noviembre de 2013 por Disney Junior. En Latinoamérica tuvo un preestreno el 5 de mayo de 2014 y se estrenó oficialmente el 19 de mayo de 2014 por el mismo canal.

## Personajes
- Sheriff Callie: La protagonista de la serie, es una gato de raza Calico, ella es sheriff del viejo oeste y ella siempre está dispuesta a ayudar a la gente. Se viste con un sombrero, pañuelo, y botas de vaquero rosa. Sus mejores amigos son: El Oficial Peck y Tobbie.

- Oficial Peck: Un pájaro carpintero de color rojo y de pico amarillo. Es amigo de Tobbie y de la sheriff Callie, el ayuda con la sheriff en algunos problemas del pueblo.

- Tobbie: Es un cactus muy amigable. Él es el mejor amigo de Peck y le encantan las palomitas. El a veces se mete en problemas, dejándole una valiosa lección.

- Sr. Armadillo: Es un armadillo muy gracioso. Tiene una carpintería. Le gusta hacer rimas.

- Apestosin: Un zorrillo granjero que es amigo de la Sheriff Callie. También es primo de Priscila.

- Priszilla: una zorrillo muy coqueta. Le gusta usar vestidos, maquillajes, sombreros elegantes y sombrillas para cubrirse del sol. Es prima de Apestosin.

- Tio conejo: Un viejo roedor amigo de todos en el Lindo Rincón Amistoso. Tiene un almacén muy variado.

- Tio tortuga: Amigo de todos, especialmente de Tío Conejo, con quién juega a las damas.

- Dr pato: Doctor del Lejano Oeste. Ayuda a la Sheriff cuando es necesario.

- Sparky: Caballo fiel de Callie. Es tierno, alegre, rápido y siempre está a su disposición.

- Clementine: Mula fiel de Peck. No es muy veloz, pero es tierna, graciosa y siempre ayuda a Peck cuando la necesita.

- Abigail: Es un ave muy chismosa. Le gusta anotar todo lo que ve y todo lo que se entera a través de otras personas sobre algo que haya pasado en el Lejano Oeste.

- Dusty y Dan El Sucio: 2 cerditos hermanos que les encanta involucrarse en aventuras. Son muy unidos pero a veces tienen peleas por competir entre ellos.

- Perritos De La Pradera: Son 3 perritos de la pradera que aparecen en todos los capítulos. Suelen cantar lo que les acaba de suceder a los personajes, para reafirmar la idea principal en un tono campirano muy pegajoso.

- Dr Lobo: Es un doctor muy bueno pero todos al principio le tenían miedo, pensaban que era un lobo feroz que los atacaría. Ayuda a Peck en un capítulo, ya que su pico se había doblado.

- Chivy cabrito: es un bandido del Lejano Oeste que roba cosas.

- Travis tramposo y Oscar: Una pareja de bandidos que engañan a los habitantes del Lejano Oeste. Engañaron a Peck y Toby.

## Episodios

### Piloto
| Título           | Fecha de estreno    | Fecha de estreno       |
| ---------------- | ------------------- | ---------------------- |
| "Herradura Peck" | 20 de enero de 2014 | 5 de diciembre de 2014 |

| Título                           | Fecha de estreno         | Fecha de estreno      |
| -------------------------------- | ------------------------ | --------------------- |
| "La pepita de oro de la sheriff" | 12 de septiembre de 2015 | 13 de febrero de 2017 |

## Doblaje

### Reparto original (inglés)
- Sheriff Callie: Mandy Moore
- Deputy Peck/Perrito de pradera #1/Perrito de pradera #2: Lucas Grabeel
- Toby/Perrita de pradera: Jessica DiCicco
- Mr. Dillo/Doc Quackers/Banker Badger: Jeff Bennet
- Uncle Bun/Stinky: Kevin Michael Richardson
- Ella Cowbelle: Mo Collins
- Dusty/Dirty Dan: Gary Anthony Williams
- Priscilla: Cree Summer
- Tío Tortuga:Carlos Alazraqui

### Latinoamérica
- Sheriff Callie: Romina Marroquín Payró
- Deputy Peck (Oficial Peck): Gerardo Herrera
- Toby: José Juan Hernández
- Mr. Dillo (Sr. Dillo): Rubén Trujillo
- Uncle Bun (Tío Cone): Antonio Ortiz
- Ella Cowbelle: María Eugenia Toussaint
- Dusty: Arturo Valdemar
- Dirty Dan (Dan el Sucio): Martín Soto
- Priscilla: Paula Arias Esquivel
- Tío Tortuga: César Filio
- Doc Quackers (Dr. Pato): Yamil Atala
- Stinky (Apestosín): Juan Carlos Tinoco
- Banker Badger (Bankquero Baxter Tejón): Daniel Abundis
- Perrito de pradera #1: Roberto Velázquez
- Perrito de pradera #2: Polo Rojas
- Perrita de pradera: Erika Ugalde

Voces Adicionales:
- Carlos Hernández
- Javier Olguín
- Jessica Ramos
- Estudio: Diseño en Audio
- Director: Francisco Colmenero
- Traducción/Adaptación: Mary Carmen López
- Letrista: Jorge Gebel
- Doblaje en español producido por: Disney Character Voices International, Inc.